# Juan Ventosa
Juan Ventosa y Calvell (Barcelona, 7 de marzo de 1879-Lausana, 17 de agosto de 1959) fue un abogado, economista y político español. Fue ministro de Hacienda (dos veces) y de Abastecimientos durante el reinado de Alfonso XIII. Una de las figuras más relevantes del regionalismo político catalán, siendo fundador de la Lliga Regionalista. Durante la Guerra Civil y la dictadura, participó en la política del régimen.

## Biografía

### Primeros años
Nació en Barcelona el 7 de marzo de 1879. Licenciado en Derecho en 1903 por la Universidad de Barcelona y doctorado por Universidad Central, se convertirá, en 1904, en el primer director del diario El Poble Català.
Su carrera política comenzó en 1901 al convertirse en uno de los fundadores de la Lliga Regionalista junto a Francisco Cambó. Formación política de la que llegará a ser secretario de la Junta directiva y con la que participará en las elecciones celebradas entre 1907 y 1923, obteniendo un escaño por el distrito de Santa Coloma de Farnés (Gerona), al que representó hasta la proclamación de la Dictadura de Primo de Rivera. También fue concejal del Ayuntamiento de Barcelona desde 1905.

### Ministro
En representación de la Lliga formó parte, como ministro de Hacienda entre el 3 de noviembre de 1917 y el 2 de marzo de 1918, del Gobierno de concentración que presidió Manuel García Prieto después de las convulsiones revolucionarias de 1917.
En el ejercicio de este cargo adquirió verdadero prestigio, por lo que fue trasladado al difícil puesto de la Comisaría de Abastos. Cuando la Comisaría de Abastecimientos se convirtió en Ministerio, fue nombrado ministro en el Gobierno presidido por Antonio Maura entre el 3 de septiembre y el 9 de noviembre de 1918, cargo en el que tuvo que hacer frente a la grave penuria alimenticia que experimentaba el país a consecuencia de la Primera Guerra Mundial. 
Fue un colaborador muy cercano de Francisco Cambó, tanto política como financieramente, y también ocupó importantes cargos empresariales como vicepresidente de la Compañía Hispano-Americana de Electricidad y del Banco Vitalicio, presidente de Luz y Fuerzas de Levante y de la Sociedad Financiera de la Industria y Transporte, así como consejero de Aguas de Barcelona, Eléctricas Reunidas de Zaragoza, Compañía Sevillana de Electricidad, etc.
Partidario de la participación dentro la política española y de la monarquía de Alfonso XIII, fue el dirigente máximo de la Liga cuando Cambó se retiró temporalmente de la política. 
Volvió a ser nombrado ministro, por tercera vez, del Gobierno de Juan Bautista Aznar, último de la monarquía, siendo responsable de la cartera de Hacienda entre el 18 de febrero y el 14 de abril de 1931. La gestión de Ventosa en Hacienda fue quizá lo único importante desde el punto de vista político-administrativo de este último gobierno. Coinciendo con los últimos meses de la monarquía de Alfonso XIII hubo de afrontar una «hemorragia de capitales» que huían al extranjero ante la incertidumbre política del momento, algo de lo que el propio Ventosa se quejaría públicamente. Por su parte, trató de lograr la estabilización de la peseta, labor en la que insistió especialmente.

### Segunda República
Tras la proclamación de la II República en 1931, la carrera política de Juan Ventosa se vio interrumpida dedicándose a actividades profesionales, aunque esto no le impidió hacer significativas intervenciones en política. La proclamación de la República y de la República Catalana le hicieron marchar a Francia. Volvió nueve meses después y fue elegido diputado en las elecciones al primer Parlamento de Cataluña en 1932. Volvió a ser elegido diputado en las elecciones generales de 1933 y 1936, actuando siempre como portavoz de la minoría regionalista (el grupo parlamentario de la Lliga Catalana).

### Guerra civil y posguerra

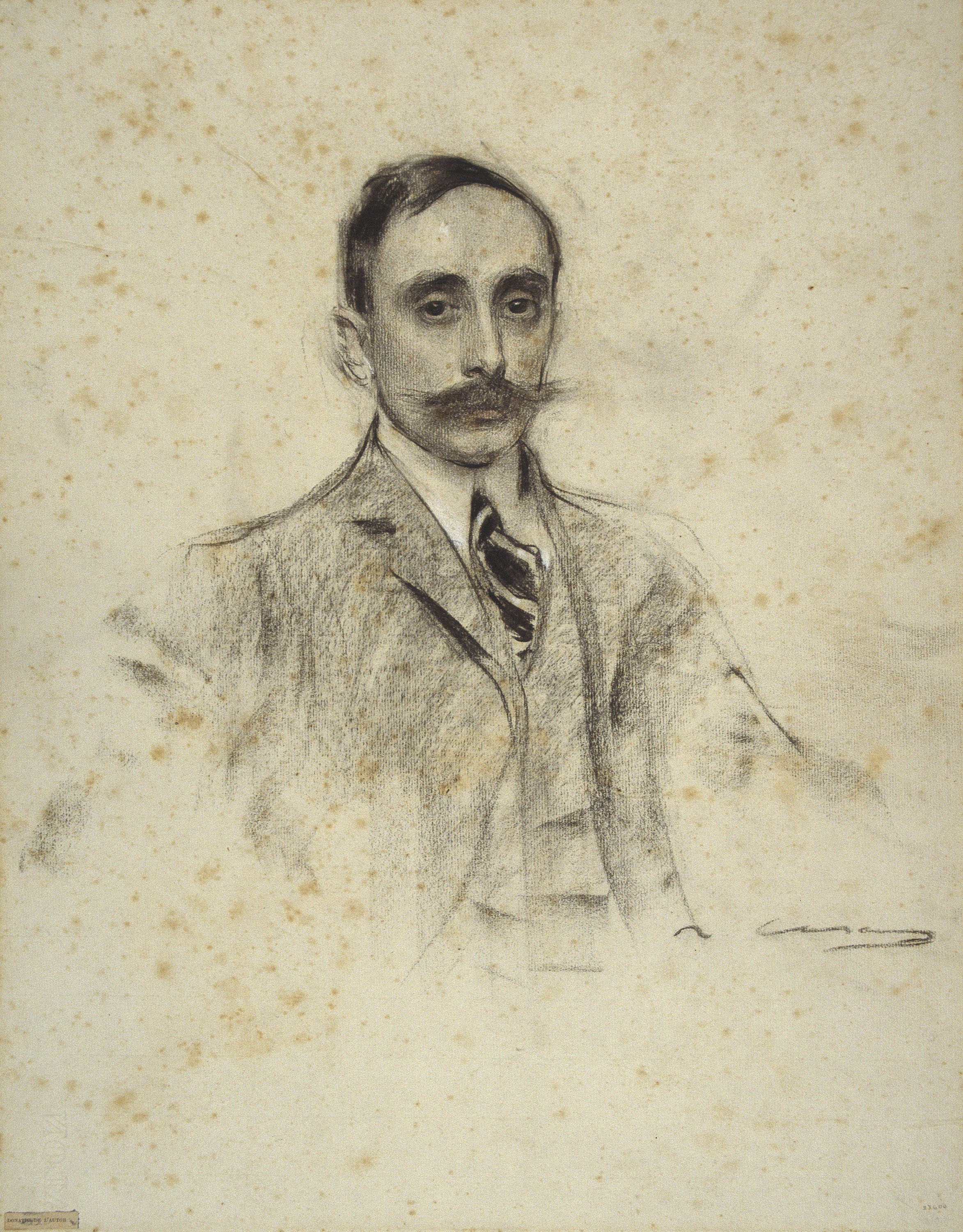
Juan Ventosa retratado por Ramón Casas (MNAC).

Al estallar la guerra civil publicó una carta de adhesión al bando del general Franco, por lo que fijó su residencia en Burgos, colaborando en el extranjero en la repatriación de capitales gracias a su condición de abogado del Banco de España. Fue un hombre muy bien relacionado en los círculos financieros internacionales, como lo demuestra el hecho de que consiguiera un crédito de 60 millones de dólares del Banco Morgan de Nueva York con sólo la garantía personal del Banco de España y el aval del Tesoro Público.
Al finalizar la contienda, y a pesar de ser un hombre estrechamente ligado a la Corona, participó en la política franquista. En 1943, será elegido procurador en Cortes por "designación del Jefe del Estado", en las primeras Cortes franquistas. Ese mismo año fue uno de los firmantes de un manifiesto que solicitaba a Franco la restauración de la monarquía.
Formó parte del Comité Directivo de la Monarquía y desde 1947 del Consejo Privado de Juan de Borbón, conde de Barcelona.
Como último servicio a la ciudad de Barcelona, revitalizó la Academia de Jurisprudencia y defendió, hasta su muerte, uno de sus temas predilectos: el reconocimiento y la extensión práctica de los derechos de la persona humana. Por insistir en esta línea hubo de cesar sus actividades públicas. Falleció en la ciudad suiza de Lausana el 17 de agosto de 1959.

## Familia
Contrajo matrimonio en 1910 con María Despujol Ricart, con la que tuvo cinco hijos: Mariano, Juan María, Ignacio, Isabel y Rosa María.

## Obras
- La situación política y los problemas económicos de España (1932)
- Breviario de problemas contemporáneos (c. 1950)